# 萊昂縣 (堪薩斯州)
萊昂縣（英語：Lyon County，簡稱LY）是美國堪薩斯州東部的一個縣。面積2,215平方公里。根據美國2000年人口普查估計，共有人口35,609人。縣治恩波里亞 (Emporia)。
成立於1855年8月30日，縣政府成立於1857年2月17日，1862年2月5日改名至今。縣名紀念在美國內戰陣亡的納薩尼爾·萊昂。